# Traitement des images photographiques

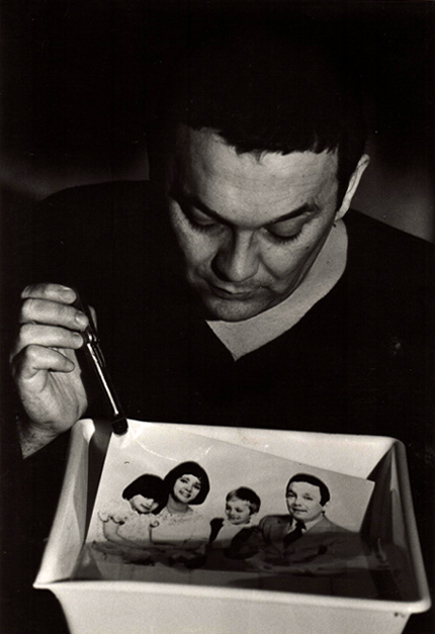
Tirage photographique (argentique).

À l'origine, le traitement des images photographiques avait pour but de créer un support sur lequel la photo était visible et reconnaissable pour tous. En effet, Nicéphore Niepce (1830) avec son bitume de Judée, Louis Daguerre (1835) et son daguerréotype ainsi que tous les pionniers de la photographie (histoire de la photographie) ont toujours cherché à reproduire et à « dessiner avec la lumière » pour permettre à quiconque de voir la photo ainsi faite. Jusque dans les années 1980, la seule méthode de traitement était chimique et passait donc par différentes réactions chimiques d'oxydo-réduction pour obtenir une image. De nos jours, grâce à l'informatique, deux méthodes sont principalement utilisées :
1. Traitement argentique ou chimique
2. Traitement numérique ou informatique